# Finansministeriet (USA)
 For alternative betydninger, se Finansministeriet (flertydig).
Finansministeriet i USA (engelsk: Department of the Treasury, undertiden blot Treasury eller forkortet USDT)  er den nationale finans- og finansafdeling i den føderale regering i USA, og fungerer som en del afudøvende magt med reference direkte til USA's præsident. Finansministeriet fører tilsyn med de to agenturer Bureau of Engraving and Printing og U.S. Mint. Disse to agenturer er ansvarlige for at trykke al papirvaluta og præge mønter, mens finansministeriet varetager opgaver relateret til valutacirkulation i det indenlandske finansielle system. Finansministeriet indsamler alle føderale skatter gennem Internal Revenue Service (IRS), administrerer amerikanske statsgældsinstrumenter, fører tilsyn med banker og finaniselle institutioner og rådgiver den lovgivende og udøvende magt om finanspolitiske spørgsmål. Afdelingen ledes af den amerikanske finansminister, som er medlem af kabinettet.
Ministeriet blev oprettet ved en lov i 1789 for at håndtere statens indtægter. Den første finansminister var Alexander Hamilton, som blev svoret ind den 11. september 1789. Hamilton blev udnævnt af præsident George Washington på anbefaling af Robert Morris – Washingtons førstevalg til stillingen, som dog havde afvist udnævnelsen. Hamilton etablerede landets tidlige finansielle system og var i flere år en stor drivkraft i Washingtons administration. Hamiltons portræt vises på forsiden af ti-dollarsedlen, mens finansministeriets bygning er afbildet på bagsiden.

## Eksterne links
- Officiel hjemmeside
- Department of the Treasury on USAspending.gov
- Department of the Treasury in the Federal Register
- Map of Major Foreign Holders Of Treasury Securities 2009 Arkiveret 1. august 2019 hos  Wayback Machine
- Annual Reports of the Secretary of the Treasury on the State of Finances – These annual reports also contain the reports of the many departments of the Treasury, including the Bureau of the Mint, Bureau of Engraving and Printing, Bureau of Customs, Office of the Comptroller of the Currency, Secret Service, and the Internal Revenue Service.
- United States Department of the Treasury arkiveret hos  Wayback Machine (26. december 1996)
- Act to establish the Treasury Department. 1st Congress, 1st Session, Ch. 12, 1 Stat. 65